# 톰 딘
톰 딘(영어: Tom Dean)으로 알려져 있는 토머스 윌리엄 단턴 딘(영어: Thomas William Darnton Dean, 2000년 5월 2일~)은 영국의 수영 선수이다. 주 종목은 자유형으로 2020년 하계 올림픽에서 남자 자유형 200m와 400m 자유형 계영 금메달을 획득했다. 또한 올림픽, 세계 선수권 대회, 유럽 선수권 대회, 코먼웰스 게임 등 대회에서 모두 계영 금메달을 획득했다.